# Theodore Yates
Pour les articles homonymes, voir Yates.
Theodore "Theo" Yates, né le 28 février 1995 à Rockingham (Australie-Occidentale), est un coureur cycliste australien.

## Biographie
En 2015, Theodore Yates se distingue en remportant une étape du Tour d'Iran - Azerbaïdjan, sa première victoire professionnelle. 
En 2017, il rejoint l'équipe continentale Drapac-Pat's Veg Holistic Development, réserve de la formation WorldTour Cannondale-Drapac. Au mois d'avril, il s’impose sur la dernière étape du Tour de Thaïlande, devant l'Espagnol Jon Aberasturi. De retour en Australie, il remporte la seconde étape et termine troisième des Goldfields Cyclassic, une épreuve nationale. À l'automne, il gagne au sprint la dernière étape du Tour d'Iran - Azerbaïdjan, comme deux ans auparavant.

## Palmarès
- 2014
  - 1re étape de la Pemberton Classic
- 2015
  - 6e étape du Tour d'Iran - Azerbaïdjan
- 2016
  - 1re étape de la Pemberton Classic
- 2017
  - 1re étape de la Pemberton Classic
  - 6e étape du Tour de Thaïlande
  - 2e étape des Goldfields Cyclassic
  - 6e étape du Tour d'Iran - Azerbaïdjan
  - 3e des Goldfields Cyclassic
- 2018
  - 2e étape du Tour du Gippsland
- 2019
  - 5e étape de la New Zealand Cycle Classic
  - 2e du Ronde van Kruiningen

## Classements mondiaux
| Année         | 2015 | 2016 | 2017 |
| ------------- | ---- | ---- | ---- |
| UCI Asia Tour | 128e |      | 215e |